# سیارک ۱۱۸۲
سیارک ۱۱۸۲ (به انگلیسی: 1182 Ilona، نامگذاری:1927EA) هزار و صد و هشتاد و دومین سیارک کشف شده‌است که در ۳ مارس ۱۹۲۷ و در هایدلبرگ کشف شد.
قدر مطلق سیارک برابر ۱۱٫۳۰ است.